# Boričevac
Boričevac je naselje u Ličko-senjskoj županiji. Nalazi se uz samu granicu s Bosnom i Hercegovinom.
Boričevac, koji je 1941. godine s okolnim mjestima imao oko 2000 stanovnika, koji su svi bili etnički Hrvati, spaljen je do temelja u ustanku Srba 1941. godine. Ustanici su najprije 27. srpnja 1941. pobili 37 Hrvata u obližnjem selu Brotinja, a kad su Hrvati napustili Boričevac, opljačkali su i spalili 1. i 2. kolovoza 1941. sve kuće i crkvu u Boričevcu; pritom su pobili sve Hrvate koji su u selu bili ostali -11 staraca, te 44 žena i djece. Nakon Drugog svjetskog rata, nije Hrvatima bio dozvoljen povratak u Boričevac, kao zapravo ni u jedno drugo mjesto koje je bilo zahvaćeno ustankom iz 1941. godine.
Potomci Boričevljana nastoje obnoviti svoje mjesto i ishoditi povrat oduzetih imanja, te su okupljeni u Udrugu Ličana župe Borićevac.

## Smještaj
Nalazi se u ličkom Pounju, odnosno istočnom dijelu Like, u općini Donji Lapac. Boričevac je smješten neposredno uz granicu s Bosnom i Hercegovinom. Najbliže susjedno selo je Gornji Lapac, dok je općinsko središte, Donji Lapac, udaljeno nekoliko kilometara na zapadu. Sjeverno je i manji zaseok Mišljenovac. Najbliže naselje u susjednoj Bosni je Kulen Vakuf.

## Povijest
Od polovice 13. stoljeća postojala je utvrda starohrvatskoga roda Boričevića iz plemena Lapčana. Na sjevernom dijelu župe Boričevići su sagradili utvrdu koja je bila osnovom za za naselje Boričevac. Lapačka je župa pripadala kninskoj biskupiji, a svi ondašnji stanovnici lapačke župe bili su katolici i Hrvati.
Pod tursku vlast pao je nekoliko godina nakon pada obližnje Ostrovice koja je pala 1521. godine. Lapački kraj je pod tursku vlast pao nekoliko godina poslije, 1527., iste godine kada i Krbava i istočni i južni dio Like.
Čitavo ličko Pounje priključeno je Hrvatskoj 1791. g. mirom u Svištovu zbog čega je muslimansko stanovništvo prešlo u Bosnu i s njima dio pravoslavaca. Glavnina pravoslavaca je ostala. Na napuštene muslimanske posjede došli su pravoslavci s područja od Bruvna do Zrmanje. Boričevac su naselili Hrvati Bunjevci iz lovinačkog kraja te je on postao najveće naselje s većinskim hrvatskim stanovništvom u ličkom Pounju. Područje Brotnje naselila je hrvatska katolička obitelj Ivezića od Štikade. Oslobođeni kraj pripojen je udruženim biskupijama senjskoj i modruškoj.
Sagrađena je katolička crkva Rođenja Blažene Djevice Marije 1801., a 1807. osnovana je rimokatolička župa. 
Novoosnovanoj katoličkoj župi (1801.) Boričevcu pripali su i svi ostali katolici koji su bili raspršeni u manjim skupinama po lapačkom kraju, a najbrojniji su od tih bili Ivezići u Brotnji. U vremenima poslije katolicima se broj povećao u svim većim naseljima. Boričevačka je župa imala privremenu drvenu crkvicu, a 1807. zidanu crkvu. Turci su 1809. spalili cijelo selo i crkvu. Hrvati su ubrzo ponovo obnovili crkvu (1844.)i naselje, pučka škola osnovana je 1875. Boričevac u to vrijeme postaje važno križište s carskom ispostavom i karantenom i bilo je najveće naselje s većinskim hrvatskim stanovništvom u ličkom Pounju s oko 1500 stanovnika prije Drugog svjetskog rata, a prema nekim izvorima oko 2300 stanovnika, odnosno 2000 stanovnika, s manjim okolnim selima.
Na popisu 1931. godine je od 8 % hrvatskog stanovništva kotara, 72 % je bilo u Boričevcu.
Do pred Drugi svjetski rat, u Boričevcu je živjelo 119 domaćinstava, sve Hrvati uz dvije srpske obitelji, a u bližem i daljem susjedstvu živjeli su i radili i Hrvati i Srbi, boričevačku su osnovnu školu pohađala hrvatska i srpska djeca iz mjesta i okružja.
U selu je još bila crkva, tri trgovine i nekoliko gostionica. Uži boričevački kraj imao je 10 % mješovitih brakova, susjedna sela još i više.
Glavne su gospodarske grane Boričevljanima bile ratarstvo, stočarstvo, kirijanje s kolima i konjima te pečalbarenje u zidarstvu i inin djelatnostima, uglavnom u susjedstvu.
U Boričevačku osnovnu školu zajedno su išla hrvatska i srpska djeca iz okolnih sela. Stoka je zajedno napasana, zajedno su polja obrađivana i sajmeni poslovi obavljani.

### Razaranje sela i zločini nad Boričevljanima
Po uspostavi NDH zaredala su hapšenja i ubijanja lokalnih srpskih političara, intelektualaca, svećenika, odvjetnika, a u kotaru Donji Lapac i mnogih seljaka koji su bili osumnjičeni da odbijaju predati oružje doneseno iz propale jugoslavenske vojske. U Srbu i u drugim općinama kotara Donji Lapac uspostavljene su male ustaške posade, sa sjedištem i najjačom posadom u Boričevcu, u kojoj su pretežno ustaše iz Gospića i drugih ličkih krajeva, ali je bilo i domaćih ljudi. Tijekom svibnja i lipnja ustaše odvode istaknutije srpske seljake iz njihovih kuća, otpremaju ih u Jadovno odakle se nitko ne javlja, a neke uhićenike ubijaju već nad jamom Bezdankom kraj Boričevca i bacaju ih u jamu. Hrvatsko stanovništvo Boričevca, opkoljeno srpskim selima, živi u strahu od osvete i tiho negoduje. Ima ih koji poručuju srpskim znancima iz susjednih sela neka ne dolaze u Boričevac, “jer ustaše nikome ne misle dobro”. A lokalna oružnička postaja u izvješću upozorava da "ustaški postupci prema Srbima prijete eksplozijom". Posljednjih dana mjeseca lipnja u Bihaću, Donjem Lapcu i Boričevcu pojavljuje se opunomoćenik iz Zagreba, Vjekoslav Maks Luburić. Prema njegovom svjedočenju, on je bio tamo upućen “s posebnom misijom da provede akciju čišćenja”.  Genocid u kotaru Donji Lapac krenuo je 1. srpnja sa selom Suvaja gdje je u jednom danu ubijena 161 osoba, a od toga je djece do 15 godina starosti bilo čak 70. Sljedećeg dana ustaše su se okomile na selo Osredci gdje su u dva dana, 2. i 3. srpnja, ubili 32 osobe. 3. srpnja u selu Bubanj prema ustaškom izvještaju poklane su 152 osobe, a prema popisu su utvrđene 83 žrtve. Također, tog istog krvavog srpanjskog dana Luburićev odred premješta 53 osobe iz sela Nebljusi u Boričevac koje potom likvidira nad jamom. To znači da je 4,5 posto stanovništva Donjeg Lapca bilo likvidirano u svega par mjeseci a sela su uglavnom spaljena.
Srbi iz Lapačkog kraja su se digli na ustanak, te su 27. srpnja u obližnjem selu Brotinju bacili u jamu 38 Hrvata, prezimenom Ivezići. Najmlađi (Jakov) imao je 2, a najstariji (Luka) 82 godine. Za taj zločin nitko nije odgovarao. Dio Srba nosio je četnička obilježja (kokarde), a dio partizanska obilježja (crvene petokrake). Ustanici su Boričevljanima su poslali poruku da će svi završiti kao Hrvati Ivezići iz obližnjeg Brotnja, ako ne napuste mjesto. Zbog prijetnje koja nije bila prazna, boričevački župnik Vladimir Stuparić je u noći između 1. i 2. kolovoza 1941. godine, uz pratnju oružnika, poveo narod prema Bosni. Već 2. kolovoza srpski pobunjenici ušli su u Boričevac, i spalili sve kuće i katoličku crkvu,  te pobili sve Hrvate koji su ostali u selu – 11 staraca, te 44 žena i djece. Na takav način su pobijeni i Hrvati u okolici Brotinja, Poljica, Mišljenovac, Donji i Gornji Lapac. Srpski ustanici će 6. rujna 1941. iz zbjega iz opkoljenog Kulen Vakufa zarobiti i pobili oko 2 i pol tisuće civila, pretežno muslimana iz tog dijela Bosaske Krajine, ali i mnogo Hrvata iz Boričevaca koji su se ondje bili sklonili.
Ime sela Boričevca praktično je nestalo sa zemljovida. Preživjeli Boričevljani izbjegli su u bjelovarski kraj.

### Izostanak obnove
Poslije Drugog svjetskog rata, Hrvatima nije bio dopušten povratak u razoreni Boričevac, a samo mjesto je izbrisano iz popisa naselja SR Hrvatske. Najviše Boričevljana naselilo se u bjelovarski kraj, gdje su i ostali nakon što im poslije kraja Drugog svjetskog rata nije dopušteno da se vrate u Liku. Zatiranje tragova ovog hrvatskog naselja išlo je dotle da su neka dvorišta i kuće u potpunosti uklonjeni, od nekih nisu ostali niti temelji. Boričevljanima nisu vraćene ni te ruševine niti zemljišne čestice gdje su nekad bile građevine, a na povratak imovine Boričevljani čekaju još i nakon 25 godina od osamostaljenja Republike Hrvatske.
U Boričevcu je nastala stočarska farma koja je u međuvremenu zapuštena, a 2002. g. ponovno obnovljena i proizvodnja djetelinskih travnih smjesa.
Boričevac je bio jedan od niza ličkih i krbavskih katoličkih župa koje su u Drugome svjetskom ratu i još više poslije rata, jugokomunisti i velikosrbi ubijanjem uništili, zločine i postojanje Hrvata prešutili, te stvorili privid kod neupućenih da tamo Hrvata nikad nije ni bilo.

### Boričevac nakon 1991. g.
Nakon vojno-redarstvene akcije Oluja u kolovozu 1995. g., Boričevac, kao i cijela Lika oslobođeni su od velikosrpskog režima kojeg su na velikom dijelu Hrvatske uspostavili pobunjeni lokalni Srbi potpomognuti političkom vlasti iz Beograda.
Na blagdan zaštitnice župe, Male Gospe, 8. rujna. 1996. g. u Boričevcu se, nakon 55 godina izgnanstva, okupilo preko 500 Boričevljana. Nakon mise pred razorenom crkvom, održana je osnivačka sjednica Zavičajnog društva s odlukom o obnovi crkve. Za obnovu crkve Vlada Republike Hrvatske odvojila je 1 400 000 kuna. Obnova je počela 2007. g. i još uvijek traje.
Nakon dugogodišnjeg traganja za zemljišnjim knjigama, one su tek 2010. godine pronađene, a time će se omogućiti zaštita prava vlasništva od nezakonitog prisvajanja, odnosno zaštita posjeda, te planska obnova sela.

## Demografija
Boričevac kao samostalno naseljeno mjesto postoji od popisa stanovništva 2001. godine, kada je popisano 24 stanovnika.
| Pregled pučanstva po godinama | Pregled pučanstva po godinama | Pregled pučanstva po godinama | Pregled pučanstva po godinama | Pregled pučanstva po godinama | Pregled pučanstva po godinama | Pregled pučanstva po godinama | Pregled pučanstva po godinama | Pregled pučanstva po godinama | Pregled pučanstva po godinama | Pregled pučanstva po godinama | Pregled pučanstva po godinama | Pregled pučanstva po godinama | Pregled pučanstva po godinama | Pregled pučanstva po godinama |
| ----------------------------- | ----------------------------- | ----------------------------- | ----------------------------- | ----------------------------- | ----------------------------- | ----------------------------- | ----------------------------- | ----------------------------- | ----------------------------- | ----------------------------- | ----------------------------- | ----------------------------- | ----------------------------- | ----------------------------- |
| 1857.                         | 1869.                         | 1880.                         | 1890.                         | 1900.                         | 1910.                         | 1921.                         | 1931.                         | 1948.                         | 1953.                         | 1961.                         | 1971.                         | 1981.                         | 1991.                         | 2001.                         |
| 708                           | 879                           | 702                           | 787                           | 800                           | 788                           | 763                           | 788                           | 11                            | 42                            | 41                            | 41                            | 83                            | 33                            | 24                            |

| broj stanovnika | 708   | 879   | 702   | 787   | 800   | 788   | 763   | 788   | 11    | 42    | 41    | 41    | 83    | 33    | 24    | 17    | 13    |
|                 | 1857. | 1869. | 1880. | 1890. | 1900. | 1910. | 1921. | 1931. | 1948. | 1953. | 1961. | 1971. | 1981. | 1991. | 2001. | 2011. | 2021. |

## Poznate osobe
- Kamilo Blagaić, hrv. pjesnik, mikolog amater, skupljač hrv. narodnih pjesama

## Znamenitosti
- Župna crkva Rođenja Blažene Djevice Marije (Mala Gospa) izgrađena je 1807. g. na mjestu dotadašnje drvene crkvice u istoimenoj župi koja je osnovana 6 godina ranije. Nakon turskog razaranja 1809. g. nova crkva je dovršena tek 1844. g.

## Udruženja
Izgnani mještani i njihovi potomci osnovali su Udrugu ličana župe Boričevac sa sjedištem u Bjelovaru, a koja promiče obnovu sela i povratak mještana.

## Fotogalerija
- Slike suvremenog Boričevca  Arhivirana inačica izvorne stranice od 31. srpnja 2010. (Wayback Machine)
- Slike Boričevca kroz povijest  Arhivirana inačica izvorne stranice od 31. srpnja 2010. (Wayback Machine)

## Vanjske poveznice
- Udruga ličana župe Boričevac  Arhivirana inačica izvorne stranice od 16. prosinca 2014. (Wayback Machine)
- Mala Gospa u Boričevcu  Arhivirana inačica izvorne stranice od 13. prosinca 2007. (Wayback Machine)
- Zločini ustanika u Ljutočkoj dolini 1941. godine, Mujo Begić, Institut za istraživanje zločina protiv čovječnosti i međunarodnog prava Univerziteta u Sarajevu, 2013.  Arhivirana inačica izvorne stranice od 21. travnja 2021. (Wayback Machine) (obrađuju se zločini ustanika iz 1941. god., kako na području Bosanske Krajine, tako i na području Like)